# 中悅世界中心
中悅世界中心，部分文案中又稱中悅TGA，是位於臺灣桃園市桃園區的高層建築，坐落於桃園藝文特區中正路、同德五街口，高32層，由中悅建設建造，目前為桃園市最高的商辦大樓及全市第2高樓，僅次於相鄰的住宅大樓中悅一品。中悅世界中心以傳統石材取代玻璃帷幕，為台灣商辦建築少見。除了營運中心、一般行號外，有不少企業主更將此做為產品展場甚至是私人招待所；目前進駐的知名企業包括「安永會計師事務所」、「資誠聯合會計師事務所」、「京懋建設」、「太古國際貿易」、「台灣工業銀行」、「富邦人壽」等。